# Litohošť
Litohošť là một làng thuộc huyện Pelhřimov, vùng Vysočina, Cộng hòa Séc.